# Фридрих III фон Байхлинген
Фридрих III фон Байхлинген (на немски: Friedrich III von Beichlingen; * пр. 1427; † 11 ноември 1464, замък Гибихенщайн при Хале/Зале) е граф на Байхлинген и архиепископ на Магдебург от 1445 до 1464 г.

## Биография
Той е син на граф Фридрих XIV фон Байхлинген (* ок. 1350; † 12 юни 1426, убит в битката при Аусиг) и съпругата му графиня Мехтилд/Матилда фон Мансфелд-Кверфурт († 1489, 1492), дъщеря на граф Бурхард VIII фон Мансфелд-Кверфурт († 1392) и принцеса Агнес II фон Брауншвайг-Люнебург († 1434). Внук е на граф Хайнрих IV фон Байхлинген († 1386) и графиня София фон Регенщайн.
Като архиепископ на Магдебург Фридрих III фон Байхлинген въвежда на 29 септември 1460 г. грошовете като монета (24 гроша се равняват на една рейнска златна гулдена). Той е погребан в катедралата на Магдебург. Гробният му камък е запазен до днес.